# Хуан Чжихун
Хуан Чжихун (кит. 黄志红; род. 7 мая 1965, Ланьси, Чжэцзян) — китайская легкоатлетка, специалистка по толканию ядра. Выступала за сборную КНР по лёгкой атлетике в 1986—1997 годах, обладательница серебряной медали Олимпийских игр, дважды серебряная призёрка Игр доброй воли, двукратная чемпионка мира, чемпионка Азиатских игр, двукратная чемпионка Азии, победительница Кубка мира и Всемирной Универсиады.

## Биография
Хуан Чжихун родилась 7 мая 1965 года в городском уезде Ланьси городского округа Цзиньхуа провинции Чжэцзян.
Первого серьёзного успеха на международном уровне добилась в сезоне 1986 года, когда вошла в состав китайской сборной и выступила на Азиатских играх в Сеуле, где с результатом 17,51 превзошла всех соперниц в зачёте толкания ядра.
В 1987 году толкала ядро на чемпионате мира в Риме, заняла в финале 11-е место.
Благодаря череде успешных выступлений в 1988 году удостоилась права защищать честь страны на летних Олимпийских играх в Сеуле — в финале толкнула ядро на 19,82 метра, расположившись в итоговом протоколе соревнований на восьмой строке.
В 1989 году завоевала серебряную награду на чемпионате мира в помещении в Будапеште, одержала победу на Всемирной Универсиаде в Дуйсбурге, на Кубке мира в Барселоне, на чемпионате Азии в Дели.
В 1990 году выиграла чемпионат КНР в Пекине, установив при этом свой личный рекорд в толкании ядра на открытом стадионе — 21,52 метра. Помимо этого, получила серебро на Играх доброй воли в Сиэтле и на домашних Азиатских играх в Пекине.
В 1991 году на чемпионате мира в помещении в Севилье выиграла серебряную медаль и установила личный рекорд в толкании ядра в помещении — 20,33 метра. Была лучшей на чемпионате мира в Токио и на чемпионате Азии в Куала-Лумпуре.
На Олимпийских играх 1992 года в Барселоне в финале толкнула ядро на 20,47	метра и стала серебряной призёркой, уступив лишь представительнице Объединённой команды Светлане Кривелёвой.
В 1993 году среди прочего победила на чемпионате мира в Штутгарте.
В 1994 году выиграла серебряную медаль на Играх доброй воли в Санкт-Петербурге, одержала победу на Кубке мира в Лондоне.
На чемпионате мира 1995 года в Гётеборге получила серебро в программе толкания ядра.
Находилась в составе китайской сборной на Олимпийских играх 1996 года в Атланте, присутствовала в стартовом листе толкания ядра, однако в итоге на старт здесь не вышла.
В 1997 году стала пятой на чемпионате мира в помещении в Париже, четвёртой на чемпионате мира в Афинах. По окончании сезона завершила спортивную карьеру.